# Hemerobius azoricus
Hemerobius azoricus is een insect uit de familie van de bruine gaasvliegen (Hemerobiidae), die tot de orde netvleugeligen (Neuroptera) behoort. 
Hemerobius azoricus is voor het eerst wetenschappelijk beschreven door Tjeder in 1948.